# Missione (scout)
Nello scautismo, la missione di pattuglia (o di squadriglia) è un'attività nella quale i capi reparto ideano le attività e il modo per raggiungere degli obiettivi a una pattuglia.
È regolamentata dall'articolo 18 del regolamento metodologico dell'Associazione Guide e Scouts Cattolici Italiani (AGESCI) e dall'articolo E 5.5 del regolamento del Corpo Nazionale Giovani Esploratori ed Esploratrici Italiani (CNGEI).
La missione è una parte molto importante del metodo scout, in quanto in essa si realizza pienamente il motto degli esploratori, ovvero "Sii Preparato".
In questo senso, parte molto importante della missione è la verifica, in quanto le ragazze e i ragazzi hanno modo di comprendere se e in che modo essi sono riusciti a portare a termine la missione ed in quali punti occorre che migliorino.

## Differenze con l'uscita di squadriglia o pattuglia
La missione si differenzia dall'uscita perché il luogo dell'uscita, il modo per raggiungerlo, le attività da fare e il modo per farle vengono interamente indicati dai capi, mentre nell'uscita tutto questo viene fatto in maniera autonoma dalla squadriglia/pattuglia.